# Conflictes fronterers entre Síria i Israel
Els conflictes fronterers sirio-israelians van començar l'11 de novembre del 2012, quan morters de Síria van caure prop del post militar israelià als Alts de Golan ocupada per Israel. Israel respon disparant amb "tirotejos d'advertència" contra Síria. Això va representar els primers incidents transfronterers directes entre ambdós països des de la Guerra del Yom Kippur pràcticament quaranta anys abans. Els dos països reivindiquen el control dels Alts de Golan, que Israel conquerí a Síria el 1967.
Durant la Guerra dels Sis Dies del 1967, Israel captura els Alts de Golan a Síria. Després d'un intent frustrada de recuperar la regió durant la Guerra del Yom Kippur l'any 1973, Síria i Israel mantenen una treva inestable amb l'ONU, monitoritzant la zona desmilitaritzada que separava els països. Molts països van condemnar l'ocupació israeliana, especialment l'annexió unilateral de la zona el 1981 i la posterior construcció d'assentaments.
La frontera manté una certa calma durant pràcticament quatre dècades fins a l'inici de les primaveres àrabs. Les manifestacions de dites Primaveres porten manifestants palestins a apropar-se a la frontera. Israel hi respon atacant amb les forces armades, mentre que la Guerra Civil Siriana acabarà ampliant les confrontacions frontereres, provocant temors d'escalada de tensió en l'àrea. El 2 de novembre del 2012, per exemple, els tancs siris creuen la frontera passant per la zona desmilitaritzada de l'ONU, fent que bales perdudes atenyin una patrulla israeliana, agressió a la qual Israel hi respon el 5 de novembre amb una sol·licitud de queixa al Consell de Seguretat de les Nacions Unides on hi refereix que Síria viola amb la incursió l'acord del 1974. A partir d'aquest moment se succeeixen els incidents.
L'11 de novembre un morter perdut cau a Síria a prop del post militar israelià dels Alts de Golan. Israel respon amb "tirotejos d'advertència", amenaçant de represes si els atacs persistien
El 12 de novembre l'armada siriana bombardeja posicions opositores de la localitat de Bariqa, a prop de la frontera amb Israel. Un periodista estranger relata haver vist els combats del constat israelià de la frontera. Prop de trenta minuts després, un projectil sirià cau a prop de Tel Hazeka als Alts de Golan. La Ràdio del l'Exèrcit Israelià diu que el govern d'Assad demana a Israel que aturi els tirotejos, malgrat no hagi quedat clar si el bombardeig israelià provoca víctimes.